# Alopecosa yamalensis
Alopecosa yamalensis là một loài nhện trong họ Lycosidae.
Loài này thuộc chi Alopecosa. Alopecosa yamalensis được Esyunin miêu tả năm 1996.